# Octobre 1847

## Événements
- 3 octobre : Victor Hugo est à Caudebec avec Juliette Drouet, et à Villequier avec sa famille.

- 4 octobre : Isabelle II d'Espagne accepte Narvaez pour ministre.

- 5 octobre : Hugo à Évreux et Vernon.

- 7 octobre : Retour de Hugo à Paris.

- 9 octobre :
  - Bataille de Huamantla.
  - La Suède abolit l'esclavage dans son unique colonie, Saint-Barthélemy (Antilles françaises).
  - Adèle Hugo est atteinte par la typhoïde.

- 10 octobre : réunion d'Heppenheim en Allemagne, où se réunissent les députés libéraux allemands en secret pour débattre d'un programme politique permettant la réalisation de l'unité allemande. Ils lancent l’idée d’un parlement douanier dans le cadre d’un Zollverein qui aurait des attributions politiques.

- 15 octobre : décision du Conseil municipal de Paris de supprimer les distributions de pain commencées après l'émeute du 30 septembre 1846. En onze mois, quatre cent cinquante mille personnes ont reçu 30 millions de bons d'une valeur de 10 millions de francs.

- 18 octobre : Adèle Hugo est hors de danger.

- 21 octobre, France : inauguration de la section de ligne de Creil à Compiègne (ligne de Creil à Saint-Quentin) par la Compagnie du chemin de fer du Nord.

- 22 octobre - 23 décembre, France : Ternove paraît dans le Journal des Débats. Gobineau recevra d'Armand Bertin, le 11 novembre, mille cinq cents francs pour prix de ce roman. (Prix assez élevé si l'on sait que Stendhal a, en 1838, vendu La Chartreuse de Parme, roman notablement plus long, pour deux mille cinq cents francs.)

- 26 octobre : Victor Hugo dîne avec le roi Jérôme chez la princesse Mathilde.

## Naissances
- 2 octobre : Paul von Hindenburg, militaire et président de la république de Weimar (1925-1934) allemand.
- 7 octobre : Emil Holub (mort en 1902), médecin, cartographe, ethnologue et explorateur tchèque.
- 9 octobre : André Dumont (mort en 1920), ingénieur et géologue belge.
- 26 octobre : Karl Penka (mort en 1912), ethnologue allemand.

## Décès
- 3 octobre : Charles Hatchett (né en 1765), chimiste britannique.
- 7 octobre : Alexandre Brongniart (né en 1770), scientifique et minéralogiste français.
- 24 octobre : James MacCullagh (né en 1809), mathématicien irlandais.